# علی پیامی
علی پیامی (به انگلیسی: Ali Payami) آهنگساز، تهیه‌کننده، ترانه‌سرا و خواننده ایرانی-سوئدی است.

او با هنرمندان مشهور زیادی از جمله آریانا گرانده، کیتی پری، آدام لمبرت، تیلور سوئیفت، الی گولدینگ، د ویکند و تو لو در تولید موسیقی همکاری داشته‌است.

## زندگی‌نامه
علی از زمان کودکی که در مالمو سوئد بود به موسیقی علاقه نشان داد. در سن نوجوانی در سوئد او به بسیاری از ژانرهای موسیقی گوش می‌کرد و وقتی آدمهایی را می‌دید که در گروه‌های مختلف موسیقی می‌سازند و تمرین می‌کنند، به این کار علاقه‌مند شد. این علاقه از طریق بیانیهٔ او منعکس شد: «وقتی شما چیزی می‌نوازید و واکنش‌های مردم را در حال گوش دادن به آن می‌بینید… این واقعاً مرا تحت تأثیر قرار می‌دهد.»
او هرچه بزرگتر می‌شد علاقهٔ بیشتری نسبت به موسیقی هاوس پیدا می‌کرد چرا که در یکی از مصاحبه‌هایش گفت: «بیشتر بچه‌ها به سمت پاپ رفتند و من بیشتر موسیقی هاوس را انتخاب کردم.» پیامی زمانی که نوجوان بود نمی‌دانست که چگونه باید موسیقی بسازد با این حال با گذشت سال‌ها، نرم‌افزار بهتری برای تولید موسیقی عرضه شد که او با نگاه کردن به دیگران که با آن کار می‌کردند، نرم‌افزار را فرا گرفت.
علی از جشن‌های مدرسه و باشگاه‌های محلی دی جی را شروع کرد. او در مصاحبه ای با بیلبورد (مجله) گفت: «دی جی نقش مهمی در آنچه که اکنون هستم داشت. ذهنیت آن و عشق هر دو موسیقی جدید و قدیمی هستند.»
علی در حالی که در کلاب‌ها کار می‌کرد، برای کسب درآمد مجبور بود کارهای دیگری انجام دهد از جمله بازاریابی. او این تجربه را عجیب توصیف کرد و گفت: «من عاشق دی جی بودن، بودم ولی دوست نداشتم در مرکز توجه باشم.»

## حرفه

### شروع ها
علی پیامی با جولیوس پترسون که در آن زمان بازیگر A&R Warner/Cappel بود، در زمانی که در کلوب ها دی جی می کرد آشنا شد. این یک فرصت بزرگ در آن زمان برای او فراهم کرد، زیرا خانه عمومی به او پیش پرداخت نقدی می داد. به قول پیامی، "این به من اجازه داد که مجبور نباشم روی هیچ چیز دیگری به جز موسیقی کار کنم، بنابراین می توانید غذا بخورید، اما روی کاری که می خواهید انجام دهید نیز تمرکز کنید". پیامی همچنین از جولیوس قدردانی کرد و او را فردی بصیرت دانست و اظهار داشت: "جولیوس چنین رویایی بود. او نه تنها به من، بلکه به افراد زیادی که اکنون بسیار موفق هستند" اعتقاد داشت.
پیامی از طریق پترسون، برادر شوهر مکس مارتین، با شلبک، یک تهیه کننده موسیقی سوئدی بسیار موفق، معرفی شد. این در نهایت پیامی را قادر ساخت تا با مکس مارتین همکاری کند. پیامی در مورد مارتین اظهار نظر کرد و گفت: "او نه تنها شگفت‌انگیز و با استعداد است که همه او را می‌شناسند، بلکه یک مرد فوق‌العاده است. این فقط موسیقی نیست، شما چیزهای زیادی در مورد زندگی یاد می‌گیرید، چگونه با مردم همکاری کنید، و چگونه باز و باز باشید. اجازه ندهید که نفس اتاق را تسخیر کند.»

### رسیدن به شهرت
همکاری‌های علی پیامی با مکس مارتین از سال 2014، همانطور که توسط بیلبورد توصیف شده است، «بخشی از چشم‌انداز رادیویی پاپ» بوده است. کار او بر روی آهنگ آریانا گرانده به نام "مرا سخت تر" یکی از اولین همکاری هایی بود که پیامی در مورد آن اظهار داشت: "یادم می آید در یک استودیو در لس آنجلس نشسته بودم و من و [پیتر سونسون] فقط مشغول بازی بودیم. چند روز بعد. او این نت صوتی را با بخشی از ملودی که نواخته بودیم به من نشان داد و ما سعی کردیم آن را دوباره بسازیم. از آنجا همه چیز جمع شد. ساوان با ملودی ها و اشعار بیشتری وارد شد و بعد از آن The Weeknd انجام داد.
علی پیامی روی آهنگ The Weeknd به نام Can't Feel My Face کار کرد که به او کمک کرد به عنوان یک هنرمند محبوب پاپ جا بیفتد. این آهنگ به شماره 1 در بیلبورد Hot 100 رسید و دو نامزدی جایزه گرمی، برای "ضبط سال" و "بهترین اجرای سولو پاپ" را به دست آورد. پیامی گفت که این آهنگ بسیار ساده است و «فوق العاده پیشرفته» نیست. مکس مارتین در پیامی به شوخی اظهار داشت که به او حسادت می‌ورزد که «همیشه به موسیقی جدید گوش می‌داد»

او با تیلور سوئیفت کار کرده است و در نویسندگی و تهیه کنندگی "استایل" از آلبوم 1989 (2014) و "آماده ای برای آن؟..." از شهرت (2017).
او یکی از نویسندگان و تهیه کننده تک آهنگ کیتی پری به نام "زنجیرشده به ریتم" از آلبوم وی "گواه" (2017) بود.
او ساکن استکهلم است و در استودیو Wolf Cousins کار می کند.